# Mistrzostwa Europy w Lekkoatletyce 1962 – bieg na 5000 m mężczyzn

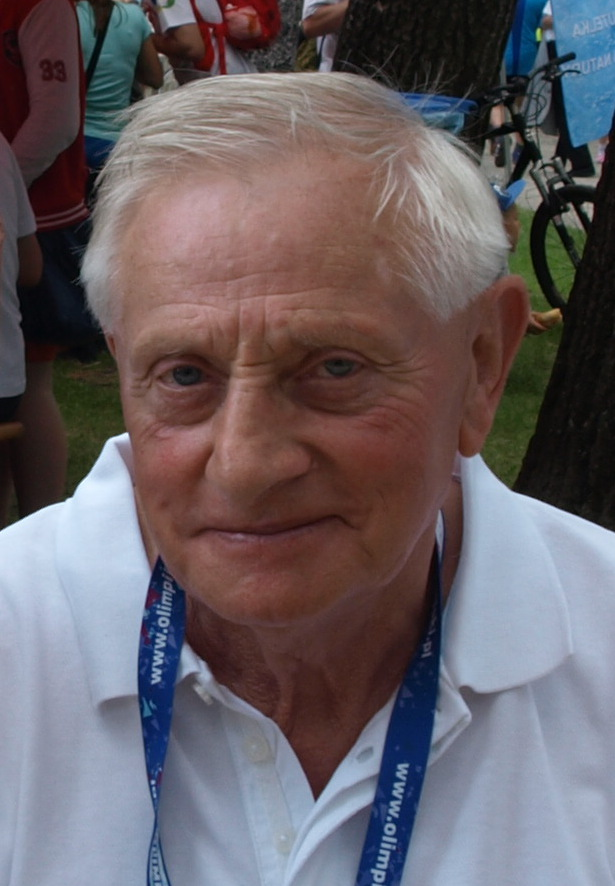
Kazimierz Zimny w 2013

Bieg na dystansie 5000 metrów mężczyzn był jedną z konkurencji rozgrywanych podczas VII Mistrzostw Europy w Belgradzie. Biegi eliminacyjne zostały rozegrane 13 września, a bieg finałowy 15 września 1962 roku. Zwycięzcą tej konkurencji został reprezentant Wielkiej Brytanii Bruce Tulloh. W rywalizacji wzięło udział dwudziestu siedmiu zawodników z piętnastu reprezentacji.

## Rekordy
| Rekord świata     | Wołodymyr Kuc (SUN)         | 13:35,0 | Rzym, Włochy       | 13.10.1957 |
| Rekord Europy     | Wołodymyr Kuc (SUN)         | 13:35,0 | Rzym, Włochy       | 13.10.1957 |
| Rekord mistrzostw | Zdzisław Krzyszkowiak (POL) | 13:53,4 | Sztokholm, Szwecja | 23.08.1958 |

## Wyniki

### Eliminacje
Bieg 1
| Miejsce | Zawodnik           | Czas    | Uwagi |
| ------- | ------------------ | ------- | ----- |
| 1       | Bruce Tulloh       | 14:14,4 | Q     |
| 2       | Lech Boguszewicz   | 14:19,2 | Q     |
| 3       | Siegfried Herrmann | 14:20,0 | Q     |
| 4       | Jurij Nikitin      | 14:20,2 | Q     |
| 5       | Sven-Olov Larsson  | 14:21,2 |       |
| 6       | Jean Vaillant      | 14:36,8 |       |
| 7       | Béla Szekeres      | 14:38,4 |       |
| 8       | Eugène Allonsius   | 14:44,4 |       |
| 9       | Fevzi Pakel        | 14:47,6 |       |
| 10      | Jean Anicet        | 14:48,2 |       |

Bieg 2
| Miejsce | Zawodnik           | Czas    | Uwagi |
| ------- | ------------------ | ------- | ----- |
| 1       | John Anderson      | 14:15,0 | Q     |
| 2       | Michel Bernard     | 14:15,6 | Q     |
| 3       | Walentin Samojłow  | 14:15,8 | Q     |
| 4       | Kazimierz Zimny    | 14:15,8 | Q     |
| 5       | Manuel de Oliveira | 14:16,2 |       |
| 6       | István Kiss        | 14:28,8 |       |
| 7       | Josef Tomáš        | 14:39,4 |       |
| 8       | Friedrich Janke    | 14:41,4 |       |

Bieg 3
| Miejsce | Zawodnik         | Czas    | Uwagi |
| ------- | ---------------- | ------- | ----- |
| 1       | Peter Kubicki    | 13:53,4 | Q CR  |
| 2       | Piotr Bołotnikow | 13:53,4 | Q     |
| 3       | Robert Bogey     | 13:53,6 | Q     |
| 4       | Miroslav Jurek   | 13:53,8 | Q     |
| 5       | Edward Strong    | 13:56,4 |       |
| 6       | Andrei Barabaș   | 14:14,2 |       |
| 7       | Sándor Iharos    | 14:41,0 |       |
| 8       | Johann Hiestand  | 15:10,2 |       |
| –       | Jim Hogan        | DNF     |       |

### Finał
| Miejsce | Zawodnik           | Czas    |
| ------- | ------------------ | ------- |
| 1       | Bruce Tulloh       | 14:00,6 |
| 2       | Kazimierz Zimny    | 14:01,8 |
| 3       | Piotr Bołotnikow   | 14:02,6 |
| 4       | Lech Boguszewicz   | 14:03,4 |
| 5       | Michel Bernard     | 14:03,8 |
| 6       | John Anderson      | 14:04,2 |
| 7       | Siegfried Herrmann | 14:05,0 |
| 8       | Robert Bogey       | 14:06,8 |
| 9       | Peter Kubicki      | 14:11,4 |
| 10      | Walentin Samojłow  | 14:11,8 |
| 11      | Jurij Nikitin      | 14:14,6 |
| 12      | Miroslav Jurek     | 14:19,2 |